# 弗萊明1
弗萊明1是位於半人馬座的一個不尋常的行星狀星雲。它有一對跨越2.8秒差距，並有數個節點的對稱偶極外向流。這對有著節點的噴流可能是在10,000到16,000年前從星雲的中心噴發出來。星雲的深處有一個蝴蝶的形狀，並且浸入到黯淡的光暈內。蝴蝶翼的指向與噴流的軸在視線方向上大約有50度的傾角，蝴蝶的腰被內部膨脹成橢圓環面的明亮熱氣體包圍著。估計弗萊明1的年齡大約5,000年。
像其它的行星狀星雲一樣，弗萊明1是由失去外層豐富氫殼，留下炙熱核心的老年漸近巨星分支（AGB）星形成中央核心（年輕白矮星）的星雲。在弗萊明1中心的恆星溫度大約是80,000 ± 15,000 K，質量大約是0.56+0.3
−0.04M☉。
經由歐洲南方天文台的觀測顯示中央的恆星實際上是一對互繞週期為1.1953 ± 0.0002天的簡併聯星（由兩顆白矮星組成）。第二顆成員是顆質量0.64-0.7M☉的老年白矮星，它的溫度大約是120,000K，提供弗萊明1電離氣體所需要的大部分高能光子。噴流可能是AGB星的物質吸積進入這顆白矮星的結果。吸積導致吸積盤的進動，驅動物質沿著旋轉軸形成噴流和節點。過去的吸積事件也解釋了第二顆白矮星的高溫。